# Martine Chartrand
Pour les articles homonymes, voir Chartrand.
Martine Chartrand est une réalisatrice et une artiste visuelle québécoise d'origine haïtienne, née à Montréal en 1962. Ses films Âme noire et MacPherson sont des courts métrages d'animation qui utilisent la technique de peinture sur verre.

## Biographie

### Des arts visuels au cinéma d'animation
Martine Chartrand obtient un baccalauréat en arts visuels à l'Université Concordia en 1986 et un certificat en enseignement des arts à l'UQAM en 1988. Elle illustre la couverture du livre La lumière blanche par Anique Poitras paru en 1993.
D’abord peintre-illustratrice, affichiste et professeur d'arts plastiques, Martine Chartrand débute dans le domaine de l’animation en travaillant comme coloriste, conceptrice de décors, illustratrice ou animatrice pour des sociétés de production telles que Crawley Films, CinéGroupe ou encore Bleu Réflex.
Elle est artiste pigiste à l’ONF en tant que coloriste et assiste alors Pierre M. Trudeau durant le tournage d’Enfantillages, puis collabore à Jours de plaine, réalisé par Réal Bérard et André Leduc. En 1992, elle y réalise le film d’animation T.V. Tango, dans le cadre de la série Droits au cœur qui illustre les droits de l’enfant tels que définis dans la Convention des Nations Unies en 1990.
En 2019, son film Âme noire (2000) fait partie des 80 films sélectionnés pour souligner le 80e anniversaire de l'ONF.

### L'apprentissage de la peinture sur verre en Russie
En 1990, lors du Festival international du film d’animation d’Ottawa, Martine Chartrand est impressionnée par le film La Vache, d’Alexandre Petrov. Elle décide alors d’apprendre le russe avec pour objectif de faire un stage de peinture sur verre auprès du cinéaste. Elle part à Iaroslavl quatre ans plus tard, en 1994, grâce à une bourse du Conseil des arts et des lettres du Québec et du Conseil des Arts du Canada, et y réalise un stage de trois mois au sein de l'atelier d'Alexandre Petrov. À cette occasion, elle anime des séquences qui seront utilisées dans son film Âme noire puis prolonge son séjour en Russie pour préparer avec Alexandre Petrov le scénario du film Le vieil homme et la mer. Alexandre Petrov réalise ce film au Québec, qui est une coproduction entre le Canada (Productions Pascal Blais, IMAX), le Japon (Imagica Corps, Dentsu Tex, NHK) et la Russie (Panaroma Animation Film Studio of Yaroslavl).

### Des films d'animation voués à l'identité noire
Inspirée par cette expérience en Russie, Martine Chartrand choisit dès 1994 de se consacrer à la réalisation d’un deuxième film d’animation, Âme noire/Black Soul, en utilisant la technique de la peinture sur verre et en l’animant directement sous une caméra 35 mm. Ce film, portant sur la mémoire de l’histoire des peuples noirs, est produit par l’ONF et remporte 23 prix internationaux, dont l'Ours d'or de Berlin en 2001,.
Poursuivant à l’ONF, Martine Chartrand y réalise un troisième film d’animation, MacPherson, toujours en peinture sur verre. Ce film s'inspire d’une chanson de Félix Leclerc, elle-même née de l’amitié entre le poète et Frank Randolph MacPherson, un ingénieur-chimiste jamaïcain venu s'installer au Québec,. Pendant une dizaine d'années, le réalisateur Serge Giguère suit la cinéaste durant le processus d’élaboration et de recherche de ce film, pour réaliser en 2014 un documentaire intitulé Le mystère MacPherson. Serge Giguère filme la technique utilisée par la cinéaste pour réaliser ses images, et se penche sur la motivation qui la pousse à créer Le Mystère MacPherson et à s'intéresser à Frank Randolph MacPherson. Le court métrage MacPherson a quant à lui remporté plusieurs prix internationaux dont le Premier prix du court métrage et le Prix du public pour le meilleur court métrage canadien au Festival des Films du Monde de Montréal de 2012.
En parallèle de la réalisation de ses films, Martine Chartrand donne des conférences, des classes de maître et des ateliers de peinture sur verre dans des universités et festivals de films à travers le monde, notamment au Canada, aux États-Unis, en Europe, en Amérique du Sud, en Corée du Sud, à Cuba et en Jamaïque.

## Réalisations de films
- 1992 : T.V. Tango
- 2000 : Âme noire
- 2012 : MacPherson

## Illustrations
- 1993 : La Lumière blanche, d'Anique Poitras
- 1994 : La Deuxième vie, d'Anique Poitras
- 1998 : La Chambre d'Éden (tomes 1 et 2), d'Anique Poitras
- 2004 : La Brûlerie, d'Émile Ollivier

## Expositions
- 2001 : Maison de la culture Rosemont - La Petite-Patrie
- 2002 : Âme noire: tableaux et dessins de Martine Chartrand, Cinémathèque québécoise
- 2016 : MÉMOIRES ANIMÉES, dessins et films de Martine Chartrand, Cinémathèque québécoise
- 2019 : Subalternes (avec Shanna Strauss, MALICIOUZ, Po B. K Lomami, Claire Obscure, Valérie Bah, Marie-Laure S. Louis, Michaëlle Sergile, Zanele Muholi, Constance Strickland, Renata Cherlise, Mykki Blanco et Adinah Dancyger), Centre de diffusion et d'expérimentation (CDEx) - UQAM, 4 au 9 février dans le cadre du Mois de l'histoire des Noirs à Montréal[10]
- 2021 : De source africaine, Cinémathèque québécoise

## Conception d'affiches
- 1990 : Grand Prix des Amériques
- 1990 : Festival Vues d'Afrique
- 1993 : Femmes, une autre image
- 1993 : Mois de l'Histoire des Noirs
- 2012 : Film MacPherson

## Récompenses
- 2001 Festival international du film de Berlin : Ours d'or, pour Âme noire[11].
- 2001 Festival Vues d'Afrique : Prix Chantal-Lapaire (Télé-Québec) (ex aequo avec Speakers of the Dead de David Sutherland et Jennifer Holnes),  pour Âme noire[12].
- 2012 Festival des films du monde de Montréal : Prix du meilleur court métrage et Prix du public pour le meilleur court métrage canadien pour MacPherson[13]
- 2012 Festival international d'animation d'Ottawa :  Mention honorable pour MacPherson pour le prix de la meilleure animation canadienne de l'Institut canadien du Film
- 2016 Festival Vues d'Afrique : Prix Hommage CIRTEF
- 2020 Les Sommets du cinéma d’animation et Cinémathèque québécoise : Prix René-Jodoin remis à une personnalité marquante, influente et engagée de l’animation canadienne[14]

### Filmographie
- 24 idées / seconde - Peinture sur verre, Éric Barbeau, 2006.
- Le Mystère MacPherson, documentaire de Serge Giguère, 2014.
- AFRIKÀMONTRÉAL - Portrait de Martine Chartrand, 2016.